# Обуховська сільська рада
Обу́ховська сільська рада (рос. Обуховский сельский совет) — сільське поселення у складі Притобольного району Курганської області Росії.
Адміністративний центр та єдиний населений пункт — село Обухово.
Населення сільського поселення становить 297 осіб (2021; 370 у 2010, 493 у 2002).